# Big Bad Voodoo Daddy
Big Bad Voodoo Daddy est un groupe de swing contemporain originaire du sud de la Californie.

## Membres du groupe
- Scotty Morris (frontman et guitare)
- Kurt Sodergren (batterie et percussion)
- Dirk Shumaker (contrebasse et chant)
- Andy Rowley (saxophone baryton et chant)
- Glen Marhevka (trompette)
- Karl Hunter (saxophone et clarinette)
- Joshua Levy (piano, arrangements)

## Discographie générale
Albums studio
- Big Bad Voodoo Daddy (1994)
- Whatchu' Want for Christmas? (1997)
- Americana Deluxe (1998)
- This Beautiful Life (1999)
- Save My Soul (2003)
- Everything You Want for Christmas (2004)
- How Big Can You Get?: The Music of Cab Calloway (2009)
- Rattle Them Bones (2012)
- It Feels Like Christmas Time (2013)
- Louie, Louie, Louie (2017)

Live et compilations
- Big Bad Voodoo Daddy Live (2004)

Singles
- You & Me & the Bottle Makes 3 Tonight (Baby) CD Single (Interscope Records 1999)